# Gambisch-osttimoresische Beziehungen
Die Gambisch-osttimoresischen Beziehungen beschreiben das zwischenstaatliche Verhältnis zwischen Gambia und Osttimor.

## Geschichte
Gambia beteiligte sich mit Personal an der Übergangsverwaltung der Vereinten Nationen für Osttimor (UNTAET), der Unterstützungsmission der Vereinten Nationen in Osttimor (UNMISET) und schickte auch Polizisten zur Integrierten Mission der Vereinten Nationen in Timor-Leste (UNMIT). Unter anderem war der spätere gambische Innenminister Seyaka Sonko in Osttimor Kontingentkommandant der UNCIVPOL. Eine der UN-Helfer beim Unabhängigkeitsreferendum in Osttimor 1999 war die gambische Bibliothekarin und Schriftstellerin Matilda Johnson.
Beide Staaten sind Mitglied der Bewegung der Blockfreien Staaten, der Gruppe der 77 und der AKP-Gruppe.

## Diplomatie
Die beiden Staaten verfügen über keine diplomatische Vertretungen im jeweils anderen Land.

## Einreisebestimmungen
Osttimoresen benötigen für die Einreise nach Gambia kein Visum.

## Wirtschaft
Für 2018 gibt das Statistische Amt Osttimors keine Handelsbeziehungen zwischen Osttimor und Gambia an.